# Кондольский сельсовет
Кондольский сельсовет — сельское поселение в Пензенском районе Пензенской области Российской Федерации.
Административный центр — село Кондоль.

## История
Статус и границы сельского поселения установлены Законом Пензенской области от 2 ноября 2004 года № 690-ЗПО «О границах муниципальных образований Пензенской области».

## Население
| 2002  | 2010  | 2012  | 2013  | 2014  | 2015  | 2016  |
| ----- | ----- | ----- | ----- | ----- | ----- | ----- |
| 4155  | ↘3755 | ↗4725 | ↘4723 | ↘4698 | ↘4603 | ↘4495 |
| 2017  | 2018  | 2021  |       |       |       |       |
| ↘4385 | ↘4255 | ↘3736 |       |       |       |       |

## Состав сельского поселения
| № | Населённый пункт      | Тип населённого пункта       | Население |
| - | --------------------- | ---------------------------- | --------- |
| 1 | Волхонщино            | село                         | ↘427      |
| 2 | Графщино              | деревня                      | ↘4        |
| 3 | Загоскино             | деревня                      | →0        |
| 4 | Колышлейка            | село                         | ↘320      |
| 5 | Комаровка             | деревня                      | ↗16       |
| 6 | Кондоль               | село, административный центр | ↘2860     |
| 7 | Спасско-Александровка | село                         | ↘168      |
| 8 | Урлейка               | село                         | ↗456      |
| 9 | Широкополье           | село                         | ↘10       |